# Werner Fabricius

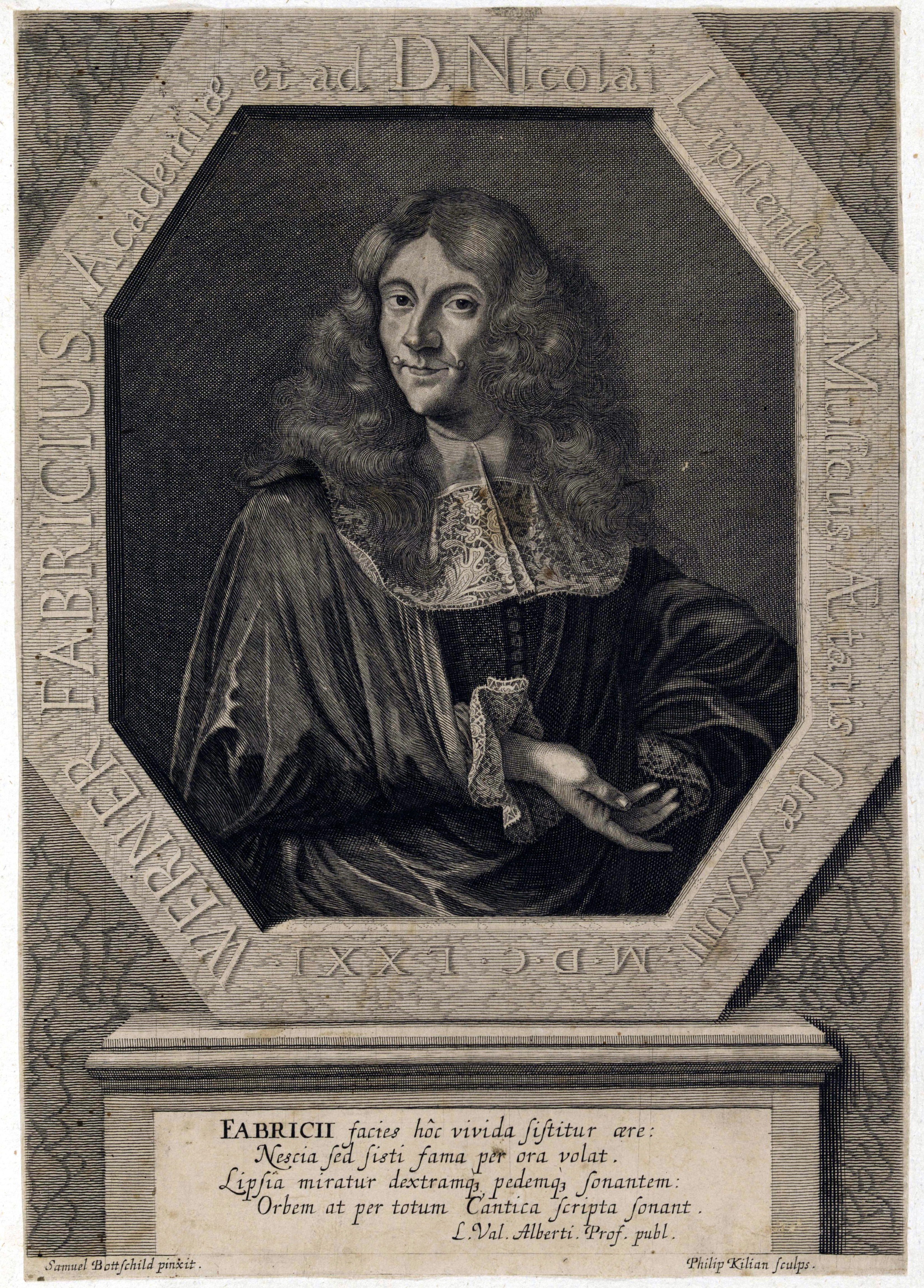
Werner Fabricius 1671

Werner Fabricius (* 10. April 1633 in Itzehoe; † 9. Januar 1679 in Leipzig) war ein deutscher Organist, Orgelsachverständiger und Komponist.

## Leben
Werner Fabricius war Sohn des Itzehoer Organisten Albert Fabricius, der kurz nach Werners Geburt eine Stellung in Flensburg annahm, wo dieser die Schule besuchte. Den ersten Musikunterricht erhielt er von seinem Vater und vom Schulkantor Paul Moth. Bereits in jungen Jahren spielte er erfolgreich vor König Christian IV. Thomas Selle vermittelte ihm die Aufnahme ans Hamburger Johanneum, wo er als Schüler und Mitglied der Kantorei Unterricht bei Selle und Heinrich Scheidemann bekam. Ab 1650 zog es ihn nach Leipzig, er absolvierte dort ein Studium der Rechtswissenschaften und war danach auch als Advokat tätig, setzte jedoch seine musikalischen Aktivitäten parallel dazu fort. Dadurch konnte er 1658 Organist an der Nikolaikirche und auch Musikdirektor an der Paulinerkirche werden. Er wurde 1656 der erste Musikdirektor der Universität Leipzig und blieb dies bis zu seinem Ableben. Fabricius genoss einen über Leipzig hinausragenden Ruf als Organist und Orgelsachverständiger. Als solcher veröffentlichte er 1675 ein Handbuch für Orgelbauer unter dem Titel Unterricht, wie man ein Orgelwerk, obs gut und beständig sey, nach allen Stücken, in- und auswendig examinieren, und so viel möglich probieren soll. Ein Nachdruck erschien 1756 in Frankfurt und Leipzig.
Er schuf einige fünfstimmige Suiten, die unter dem Titel Deliciae harmonicae, oder Musikalische Gemüths Ergätzung... erschienen. Daneben komponierte er geistliche Vokalmusik. Der Theologe und Gelehrte Johann Albert Fabricius war sein Sohn.

## Werke
- 1656, Deliciae harmonicae oder Musikalische Ergötzung, von allerhand Paduanen, Alemanden, Couranten, Balletten, Sarabanden von 5 Stimmen, mit Basso continuo, Violen und anderen Instrumenten.
- 1659, E. C. Homburgs geistlicher Lieder [100] erster Theil, für zwei Stimmen und B.c.
- 1662, Geistliche Arien, Dialogen, und Concerten [...], à 4–6 und 8 Stimmen mit B.c.
- 1656, Trauer-Trost-Nahmens, Ode
- 1663, Passionale melicum
- 1665, Motetti e concerti
- 1676, Crügers praxis pietatis melica
- 1676, Nürnbergisches Gesangbuch
- 1679, Geistlicher Harffen-Klang
- 1683, Musikalischer Vorschmack
- 1686, Lüneburgisches Gesangbuch
- 1687, Das grosse Cantional oder Kirchen-Gesangbuch
- 1692, Choral Gesangbuch
- 1693, Meiningenisches Gesangbuch (3. Ausgabe)
- 1699, Darmstadtisches Gesangbuch
- 1702, Geistliche Gesänge
- 1738, Königs harmonischer Liederschatz
- ohne Datumsangabe, Kürtze Praeambula vor incipienten durch alle Claves Manualiter und Pedaliter Zugebrauchen

## Schriften
- Manuductio zum General Bass bestehend aus lauter Exempeln (Leipzig, 1675, Kopie des Manuskripts, Newberry Library)
- Werneri Fabrici [...] Unterricht, wie man ein neu Orgelwerk, obs gut und beständig sey, nach allen Stücken, in- und auswendig examinieren, und so viel möglich, probiren soll